# Wilhelm Joutz
Wilhelm Joutz (* 15. Juli 1850 in Butzbach; † 21. Juli 1916 in Bad Nauheim) war ein hessischer Politiker (Hessischer Bauernbund) und Abgeordneter der 2. Kammer der Landstände des Großherzogtums Hessen.
Wilhelm Joutz war der Sohn des Kaufmanns Sebastian Joutz und dessen zweiter Ehefrau Susanne Elisabeth, geborene Grüninger. Joutz, der evangelischen Glaubens war, war Kaufmann in Butzbach.
Von 1896 bis zu seinem Tod 1916 gehörte er der Zweiten Kammer der Landstände an. Er wurde für den Wahlbezirk Rheinhessen 14/Oberhessen 3/Butzbach-Nauheim gewählt. Nach seinem Tod rückte Konrad Philipp Diehl für ihn in den Landtag nach. Er war daneben von 1890 bis 1900 Bürgermeister in Butzbach.
Die Wilhelm-Joutz-Straße in Butzbach ist nach ihm benannt.